# Johannes Kirke (Oslo)
Koordinaten: 59° 54′ 38″ N, 10° 44′ 21,8″ O

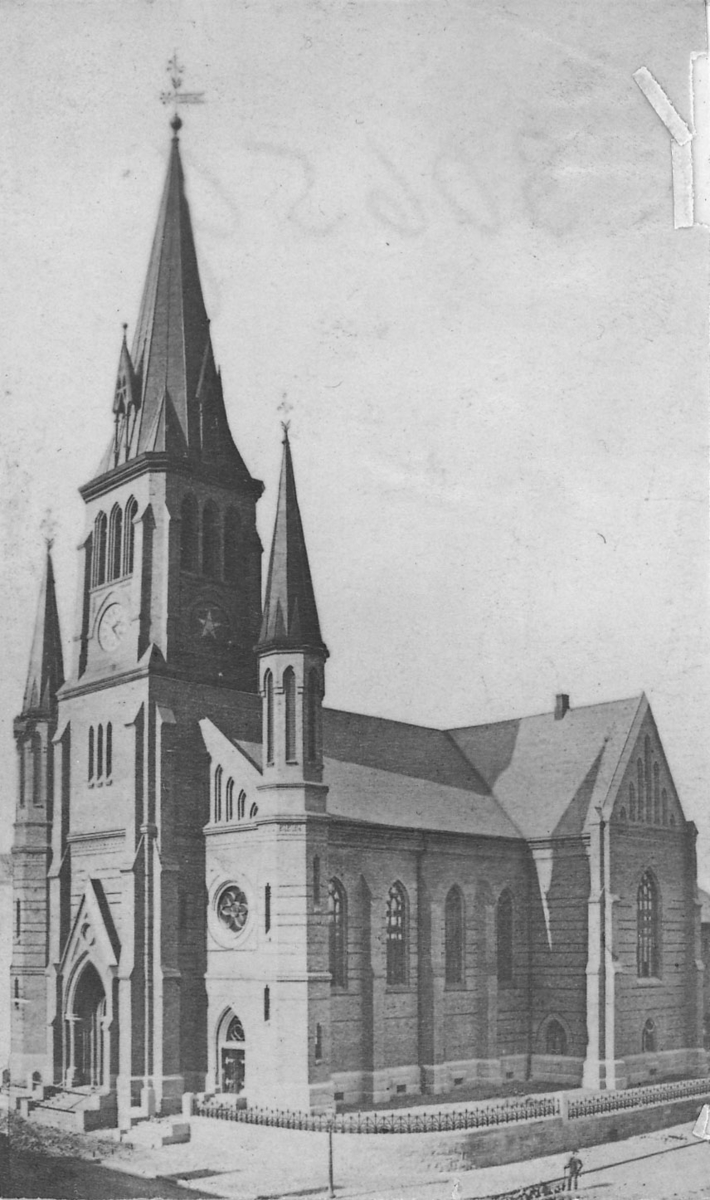
Die Johanneskirke um 1880

Die Johannes kirke (deutsch Johanneskirche) war eine Kirche in Oslo, die von dem damals bekannten Architekten und Städteplaner Georg Andreas Bull entworfen war.

## Geschichte
Die Kirche wurde im Jahr 1875 geweiht und bereits 1928 wieder abgerissen. Sie lag in der Rådhusgata, zwischen Akersgata und Øvre Slottsgate, unmittelbar am Platz Christiania Torv, gegenüber dem alten Rathaus. Ein Vorgängerbau an dieser Stelle, die Hellig Trefoldigheds kirke (Kirche der heiligen Dreifaltigkeit) aus dem Jahr 1639 brannte bereits am 21. April 1686 nieder. In den Folgejahren befanden sich an dieser Stelle Stallgebäude sowie eine Reitbahn zu der benachbarten Festung Akershus, bis um 1860 Pläne für einen Kirchenneubau an dieser Stelle aufkamen. Die Arbeiten begannen im Jahr 1868. Die neugotische Kirche mit Platz für etwa 1.250 Gläubige war aus gelben Ziegeln errichtet und verfügte an ihrer Südseite über einen markanten Glockenturm, der von zwei kleineren Türmen flankiert wurde. Wie sich später herausstellte, befand sich unter der Kirche ein für die Größe des Bauwerkes unzureichend tragfähiger Baugrund. Bereits im Jahr 1902 zeigten sich in der Fassade und im Mauerwerk größere Spannungs- und Setzungsrisse. Besonders betroffen waren das Querschiff und der Chorbereich. Bis zum Sommer 1903 wurde das Kirchenschiff für rund 80.000 Norwegische Kronen saniert und gesichert.
Während eines Gottesdienstes am Sonntag, dem 23. Oktober 1904, um 11:28 Uhr erschütterte ein Erdbeben mit der Stärke von 5,4 die Gegend um Oslo und fügte dem frisch renovierten Kirchenschiff große Schäden zu. Nach diesem Ereignis wurde die Kirche für Besucher geschlossen. Weitere Untersuchungen brachten schwere strukturelle Schäden an statisch relevanten Teilen zum Vorschein. Um 1918 wurde der nördliche Teil des Kirchenschiffes mit Chor und Querschiff abgerissen. Im südlichen Teil mit dem Turm hatte in den 1920er Jahren der Maler Per Krohg sein Atelier, bis im Frühjahr 1928 der Bau vollständig abgetragen wurde. Ein Großteil der gelben Ziegel konnte erhalten werden und diente später dem Bau des Geschäftshauses Jarhuset in Oslo.
An der Stelle der Kirche entstand zunächst ein Parkplatz, im Jahr 1953 eine Tankstelle. Seit 1996 befindet sich dort das Wohn- und Geschäftshaus Akersgata 2.
Die abgerissene Kirche wird als ehemaliges Kulturhistorisches Denkmal unter der Nummer 84738 im Register des Riksantikvars, der staatlichen Denkmalpflege, geführt.